# Пине, Антуан
Антуа́н Пине́ (фр. Antoine Pinay [ɑ̃.twan.pi'nɛ]; 30 декабря 1891, Сен-Семфорьян-сюр-Куаз, департамент Рона — 13 декабря 1994, Сен-Шамон, департамент Луара) — французский политик и государственный деятель, который с 8 марта по 23 декабря 1952 года был председателем Совета министров Четвёртой республики.

## Биография и карьера
Родился в семье предпринимателей — производителей шляп. После получения экономического образования Пине построил кожевенный завод, который оказался весьма успешным предприятием.
Свою политическую карьеру начал в 1929 году в качестве мэра небольшого городка.
В 1936 году избран в Национальное собрание Франции.
С 1938 по 1940 год Антуан Пине был членом Сената и служил там в качестве представителя консерваторов.
Во время Второй мировой войны, после вторжения вермахта во Францию в 1940 году, Антуан Пине отказался от сотрудничества с режимом Виши и правительством во главе с коллаборационистом Анри Филиппом Петеном. Во время оккупации Пине помогал укрываться евреям от преследований гестапо.
В 1945 году Антуан Пине избран в Учредительное собрание, а в 1946 году стал членом Национальной ассамблеи, где он присоединился к группе независимых республиканцев.
В 1948 году он был государственным секретарём по экономическим вопросам правительства в первом и втором кабинетах министров, которые возглавлял Анри Кей.
Кроме того, в 1949—1979 годах Антуан Пинэ был избран на должность Президента Генерального совета Луары.
В 1950 году впервые получил министерский портфель, в кабинете Рене Плевена ему были поручены общественные работы.
В 1952 году в кабинете Эдгара Фора, ответственность за транспорт.
В марте того же года Антуан Пине сформировал и возглавил собственный кабинет министров, который уже через девять месяцев, после провала планов по реорганизации национализированной промышленности и социального обеспечения, был отправлен в отставку.
С 1955 по 1956 год, во втором кабинете Фора, Пине занимал должность министра иностранных дел Франции.
Во время политического кризиса 1958 года Пине получил во временном правительстве Шарля де Голля пост министра финансов, который занимал по 1960 год, на этом посту сыграл важную роль во внедрении новых французских франков.
В 1973 году сыграл важную роль в качестве посредника, пытаясь сгладить «острые углы» в отношениях между правительством, парламентом и администрацией.

## Интересные факты
- Антуан Пине скончался в возрасте 102 лет, поставив рекорд продолжительности жизни не только среди французских, но и всех европейских премьеров.
- Входит в число ранее действующих руководителей глав государств и правительств мира, проживших более ста лет.